# Jean-Michel de Saint-Sivié
Jean-Michel de Saint-Sivié ou Jean-Michel de Montaut dit  l'Abbé de Saint-Sivié (né vers 1585, mort en  1651), est un abbé du XVIIe siècle, conseiller d'État.

## Biographie
Jean Michel de Montaut est le fils de François de Montaut, seigneur de Saint-Sivié près de Bénac, gentilhomme ordinaire sous quatre rois de Charles IX à Louis XIII, et de Paule de Faudoas. 
Pourvu d'un canonicat à Toulouse, il devient archidiacre et même vicaire général de l'évêque de Toulouse Louis de Nogaret de La Valette d'Épernon. D'abord abbé de l'Escaladieu qu'il cède en 1616 à Bernard de Sariac, il devient en 1623 abbé commendataire de Abbaye de Saint-Savin-en-Lavedan dans le diocèse de Tarbes où il introduit la Réforme de Saint-Maur dans son abbaye le 20 janvier 1624. Il est désigné comme agent général du clergé de France lors de l'assemblée de 1625 par la province ecclésiastique de Toulouse et poursuit son Agence jusqu'en 1630. Conseiller d'État, il meurt à la fin de 1651 dans son abbaye où il est inhumé.

## Source
- Célestin Douais, L'arrivée des bénédictins de Saint-Maur à Saint-Savin de Lavedan en 1625 : récit d'un témoin, Paris, A. Picard, 1891.